# Jusuf Dajić
Jusuf Dajić (rođen 21. avgusta 1984) je penzionisani bosanskohercegovački fudbaler.

## Klupska karijera
Jusuf Dajić je, između ostalih, igrao za AFK Tibiz u prvoj belgijskoj ligi, HNK Šibenik u Prvoj ligi Hrvatske i Šangaj u istočnoj Aziji u Prvoj kineskoj ligi.
U leto 2015. godine Dajić se pridružio švajcarskom klubu NK Pajde Möhlin. Penzionisan je u leto 2017. godine, ali je ostao u klubu kao deo osoblja prvog tima kluba. U septembru 2019. godine vratio se na teren, odigravši utakmicu za klub protiv FK Grenhen 15.

## Međunarodna karijera
Dajić je za Bosnu i Hercegovinu debitovao u prijateljskoj utakmici protiv Azerbejdžana u junu 2008. godine i to mu je ostalo kao jedini međunarodni nastup.

## Spoljašnje veze
- Jusuf Dajić на веб-сајту  (језик: енглески)
- HLSZ profile Архивирано на веб-сајту  (7. март 2016) (језик: мађарски)